# Maxus G50
Maxus G50 — компактвэн, запущенный в продажу на китайском рынке в феврале 2019 года.

## Описание

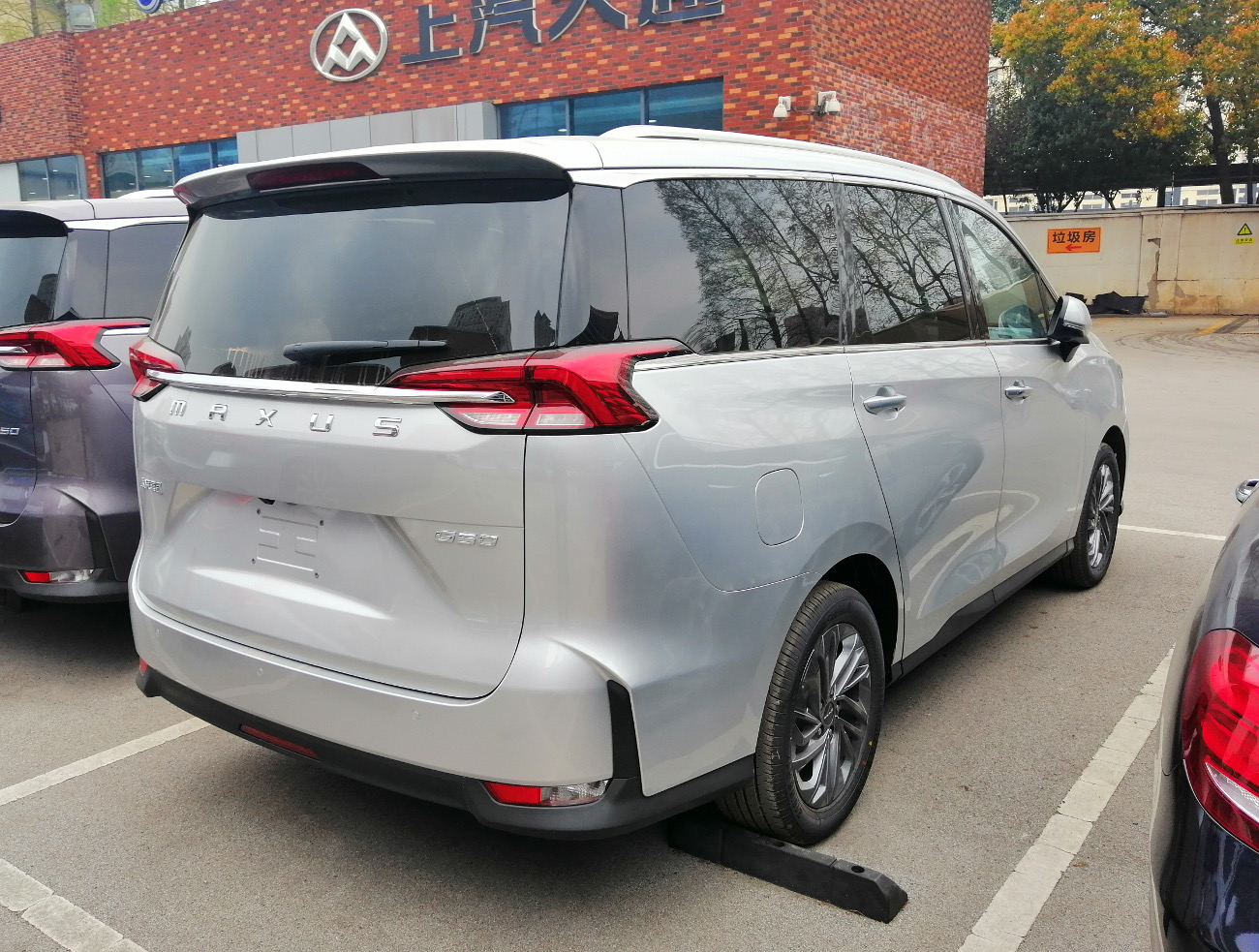
Вид сзади

Ценовой диапазон Maxus G50 варьируется от 86800 до 156800 юаней. После G10, G50 является вторым минивэном под брендом Maxus.
На китайском рынке Maxus G50 продаётся с рядными четырёхцилиндровыми двигателями объёмом 1,3—1,5 л, мощностью 120—124 кВт (163—169 л. с.) и крутящим моментом 230—250 Н⋅м. Двигатели сочетаются в паре с шестиступенчатой механической или же с семиступенчатой трансмиссией с двумя сцеплениями.

## Maxus Euniq 5 (2019—2023)
Maxus Euniq 5 (ранее EG50) является электромобилем на базе Maxus G50. Впервые был представлен в апреле 2019 года на Шанхайском автосалоне. С точки зрения дизайна Euniq 5 идентичен G50 с добавлением синих акцентов в решётках радиатора и воздухозаборниках. В движение автомобиль приводится электродвигателем мощностью 116 л. с. Модель экспортируется в Испанию и Финляндию.

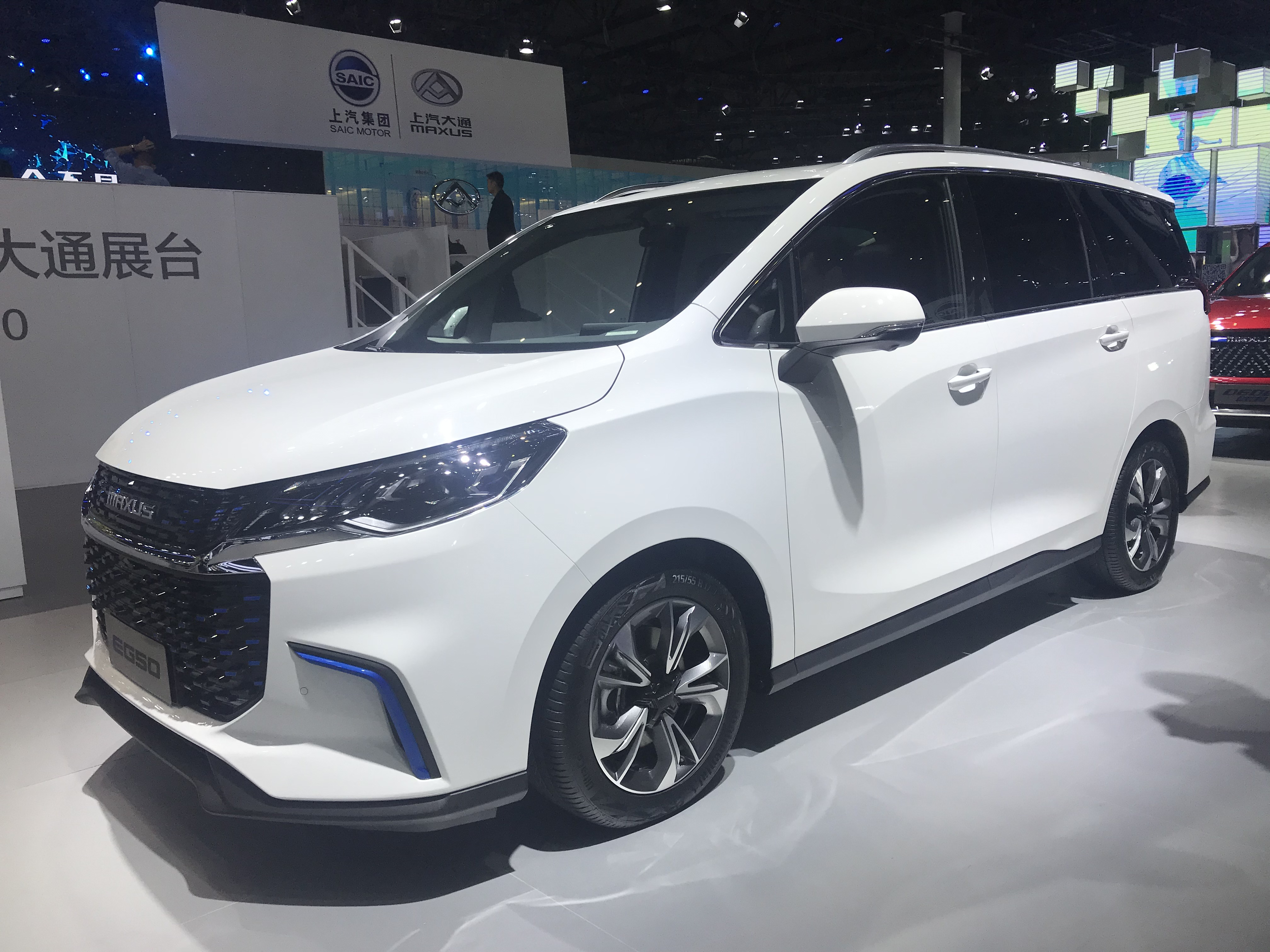
Вид спереди
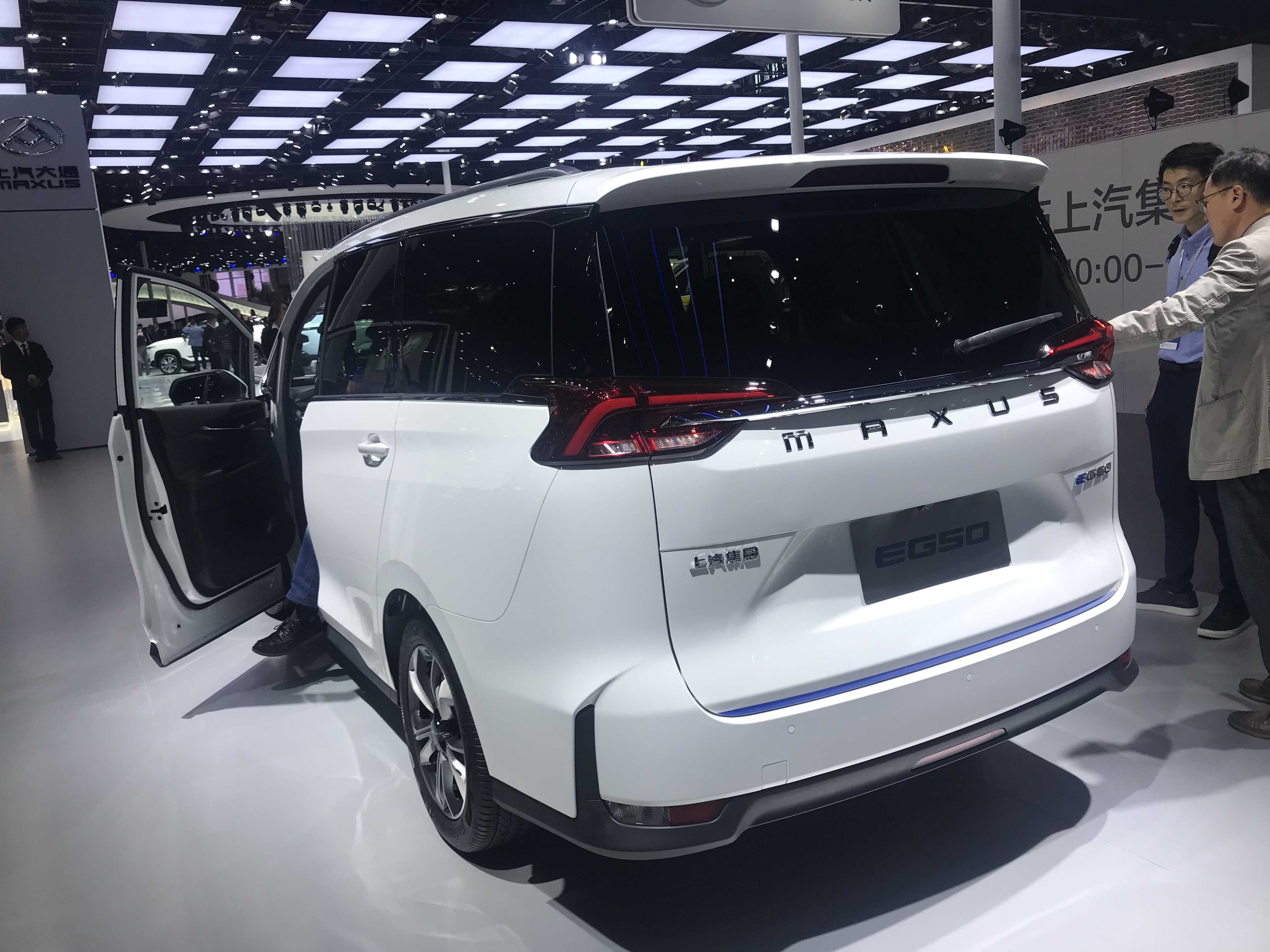
Вид сзади

## Maxus Mifa 5 (2023)
Maxus Mifa 5 был представлен на автосалоне в Чэнду в августе 2022 года. Также является электрической версией Maxus G50 и преемником Euniq 5. Приводится в движение синхронным электродвигателем мощностью 130 кВт и крутящим моментом 310 Н⋅м. При ёмкости аккумулятора 61,1 кВт⋅ч запас хода составляет 430 км, а при ёмкости 70 кВт⋅ч — 520 км.

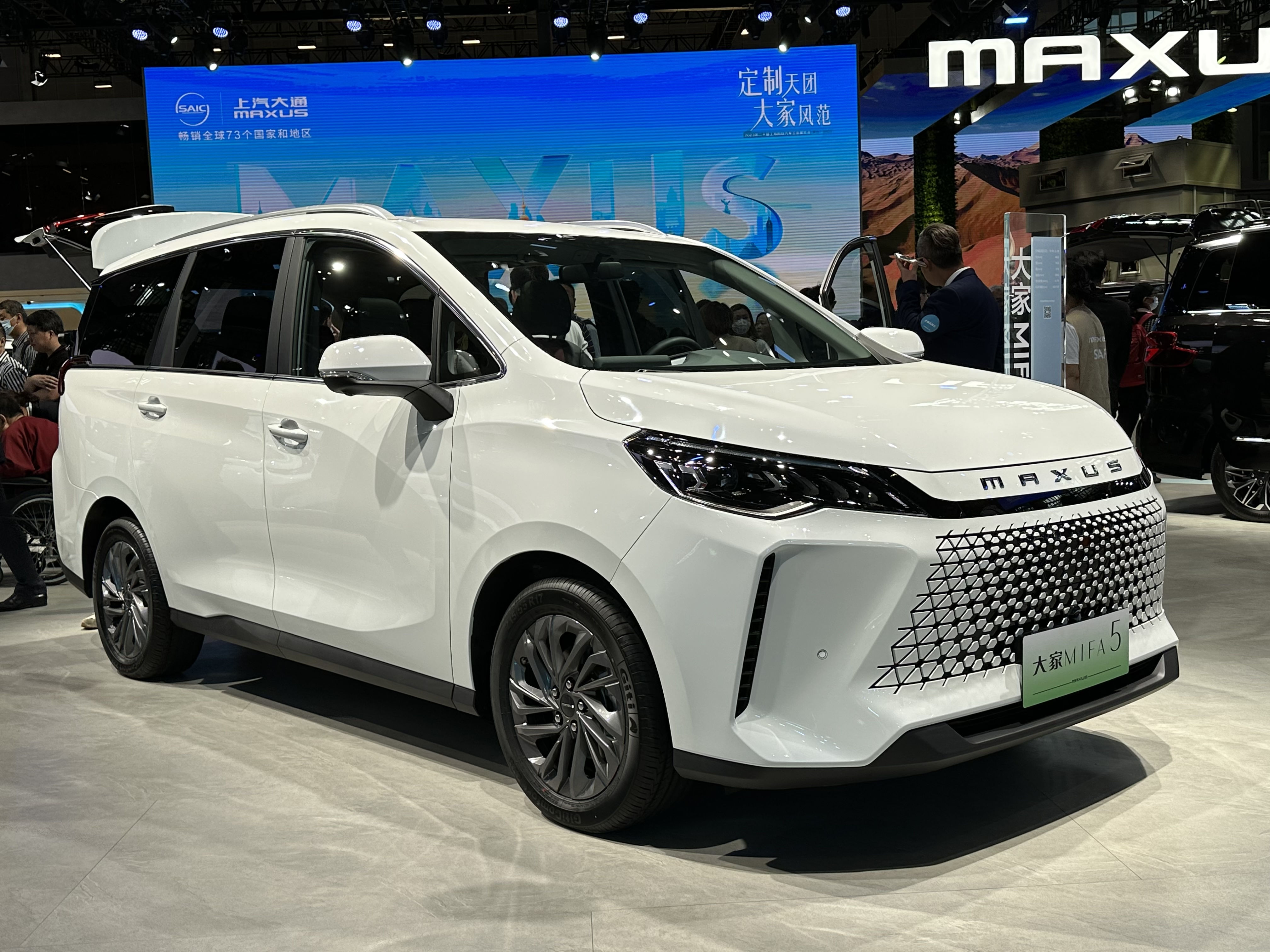
2023 Maxus Mifa 5